# Gare de Beslé
Gare de Beslé vasútállomás Franciaországban, Guémené-Penfao településen.

## Vasútvonalak
Az állomást az alábbi vasútvonalak érintik:
- Rennes–Redon-vasútvonal

## Kapcsolódó állomások
A vasútállomáshoz az alábbi állomások vannak a legközelebb:
- Gare de Fougeray - Langon (Gare de Rennes, Rennes–Redon-vasútvonal)
- Gare de Massérac (Gare de Redon, Rennes–Redon-vasútvonal)